# Herbert Christ (Musiker)
Herbert Christ (* 25. Juli 1942 in Frankfurt am Main) ist ein deutscher Jazzmusiker (Trompete, Kornett, Gesang). Der Leadtrompeter wurde geprägt von der stilistischen Verarbeitung vieler persönlicher Begegnungen mit amerikanischen Musikern des Hot Jazz und Swing.

## Leben und Wirken
Christ wurde nach klassischer Ausbildung bei Fritz Stähr in Frankfurt am Main von Carlo Bohländer und Emil Mangelsdorff in Jazz-Harmonielehre instruiert. Er musizierte zunächst mit der Tailgate Jazzband und ab 1962 mit der Sidewalk Jazzband und der Blues and Stomps Company. Dann spielte er mit den Jazz Lips in Hamburg, mit denen er auch aktuell auftritt; in Frankfurt trat er mit der Preservations Hall Jazz Band aus New Orleans und 1972 auf dem Hot Jazz Festival in Frankfurt am Main in einem King Oliver Workshop mit Abbi Hübner und Eberhard Jirzik auf, um im Folgejahr seine New Orleans Babies zu gründen, mit denen er (u. a. mit Herbie Hess) im Rhein-Main-Gebiet aktiv war.
Christ spielte auch in der Frankfurter Ragtime Society um Klaus Pehl (Album 1981) und ist Bestandteil eines All-Star-Ensembles (mit Reimer von Essen, und Horst Schwarz), das unter dem Namen Jazz Classics seit 1985 auftritt und mehrere Alben einspielte. Auch gehörte er zur New Orleans Band von Trevor Richards und gründete seine Echoes of New Orleans Jazzband, die noch immer aktiv ist. Seit den 1970er Jahren begleitete er auch Tournee-Solisten wie Alton Purnell, Louis Nelson oder Eddy Davis (gemeinsam mit René Franc; Hot Jazz Orchestra of Europe 1976). In den frühen 70er Jahren spielte er zudem mit der Orighinal Storyville Jazzband Wien. 
Weiterhin trat er mit der Matchbox Blues Band zu Erinnerung an Louis Jordan auf. Christ wurde in den letzten Jahren zu vielen Jazzfestivals und Tourneen durch die Schweiz, Ungarn, England, Belgien, Holland, Italien, Spanien, Schweden, Dänemark verpflichtet, beispielsweise mit der Milano Jazz Gang. Formationen unter eigenem Namen sowie mit Hotter Than Five zusammen mit Claus Jacobi aus Berlin. Weiterhin trat er auch im Duo mit den Pianisten Paolo Alderighi (als Duo di Jazz) und Morten Gunnar Larsen (als New Orleans Joys) auf, gestaltete aber auch Programme für Trompete und Kirchenorgel mit dem Organisten Jürgen Grimm. 2008 und 2009 holte ihn Joe Muranyi, Louis Armstrongs letzter Klarinettist, in seine All-Star Band, die auf Festivals in Ungarn auftrat. 2019 tourte er in Europa als Gast der Syncopators, einer australischen Hot-Jazz und Swingband.

## Preise und Auszeichnungen
Im Sommer 2008 wurde Christ auf dem Louis-Armstrong-Jazz-Festivals in Ungarn mit dem Louis Armstrong Award ausgezeichnet. 

## Diskographische Hinweise
- Herbert Christ’s New Orleans Jazz Band (mit Harald Blöcher, Peter Müller, Wolf Delbrück, Peter „Banjo“ Meyer, Ernst Schneider, Gerhard Tenzer; 1974)
- Herbert Christ & Rhythm Kings (mit Christoph Wackerbarth, Matthias Seuffert, Christian Hopkins, Uli Heier)
- Milano Jazz Gang with Herbert Christ We Are Back (2005–2008)
- Herbert Christ / Fraser Gartshore Trumpet Meets Organ

## Lexikalische Einträge
- Jürgen Wölfer: Jazz in Deutschland. Das Lexikon. Alle Musiker und Plattenfirmen von 1920 bis heute. Hannibal, Höfen 2008, ISBN 978-3-85445-274-4.